# Out of Galaxy 銀のコーシカ
『Out of Galaxy 銀のコーシカ』（アウト オブ ギャラクシー ぎんのコーシカ）は、松本零士による日本の漫画。

## 概要
物語の主人公である美女「羽黒 妖」とアルバイトの少年「海野 始」らが、地球を救うために時空船で太古の宇宙へ旅に出て再び地球へ戻るまでを描いた作品で全8章からなる。松本零士の画業55周年を記念して制作された。当作品のタイトル「コーシカ」とはロシア語で「子猫」の意味である。
2009年に描き下ろされた作品で、全編オールカラーで構成されている。三省堂書店でのみ取り扱い、999部限定。
本作のプロモーションアニメには、クイーンの代表曲であるボヘミアン・ラプソディが使用されている。

## キャラクター
羽黒 妖（はぐろ よう）
羽黒妖研究所の博士であり、物語の主人公。時空を超え宇宙の謎を解き明かす夢のため自ら時空船を開発する。謎多き美女。
海野 始（うみの はじめ）
羽黒妖研究所でアルバイトしている少年。いつも胸に猫の形のペンダント「コーシカ」をつけている。コーシカは不思議な力を持ち、そのカタチを変えることができる。
コーシカ
海野が身に着けている猫のペンダント。またペンダントが変身した女神のことも指す。
古代 十三（こだい じゅうぞう）
羽黒妖研究所時空船の乗組員。15歳。
森木 深雪（もりき みゆき）
羽黒妖研究所時空船の乗組員。海野始と幼なじみ。